# Policoria

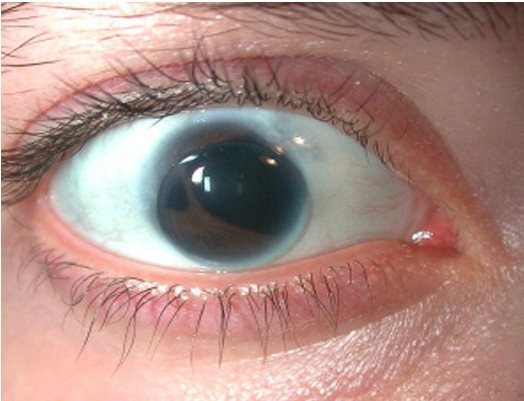
Policoria asociada a un trastorno genético

La policoria  (del Griego antiguo diploos : doble y korê : pupila) es un trastorno genético constituido por más de una abertura pupilar en el iris. Puede ser congénita, siendo estos casos poco frecuentes, o ser resultado de una patología o lesión que esté afectando el iris.

## Epidemiología
La policoria es extremadamente rara y con frecuencia se confunden otras afecciones con ella. La policoria suele ser congénita, aunque no se diagnostica hasta la edad adulta. Se desconoce la causa general de la policoria, pero existen otras afecciones oculares asociadas a ella, como (aunque no es frecuente) las cataratas polares, el glaucoma, las pestañas anormalmente largas, el desarrollo anormal de los ojos y la visión deficiente.
Se han diagnosticado casos desde los 3 años hasta la edad adulta. La prevalencia de policoria verdadera es mínima. Los dos tipos de policoria son la policoria verdadera y la pseudopolicoria falsa.
No existen tendencias conocidas ni propuestas en la aparición de policoria según la ubicación geográfica, la edad, el género o la estación.